# Grijskoplijstergaai
De grijskoplijstergaai (Argya cinereifrons synoniem:Garrulax cinereifrons) is een zangvogel uit de familie Leiothrichidae.

## Verspreiding en leefgebied
Deze soort is endemisch in zuidwestelijk Sri Lanka.

## Status
De grootte van de populatie is in 2020 geschat op 2500-10.000 volwassen vogels. Het verspreidingsgebied is klein,  de populatie is versnipperd en gaat achteruit door habitatverlies. Op de Rode lijst van de IUCN heeft deze soort daarom de status kwetsbaar.